# Magnesiohögbomite-2N3S
La magnesiohögbomite-2N3S è un minerale appartenente al gruppo dell'högbomite.